# Креонт (цар Коринфа)
Креонт (грец. Κρέων) — напівлегендарний цар міста Ефіри (Коринфа), син Лікефа, батько Креуси і Гіппота.
Виховував дітей афінського царя Алкмеона. Погодився віддати свою доньку Креусу заміж за Ясона. Загинув, прагнучи врятувати її, коли спалахнула сукня, подарована Креусі Медеєю.